# Monte Castello di Vibio
Monte Castello di Vibio és un comune (municipi) de la província de Perusa, a la regió italiana d'Úmbria, situat uns 30 km al sud de Perusa.
L'1 de gener de 2018 tenia 1.531 habitants.
Limita amb els municipis de Fratta Todina, San Venanzo i Todi.

## Llocs d'interès
A Monte Castello di Vibio hi ha el Teatro della Concordia, que és el teatre all'italiana més petit del món. La seva arquitectura té la forma d'una campana